# WatchOS
watchOS è il sistema operativo di Apple Watch sviluppato dalla Apple Inc., basato sul sistema operativo iOS, con cui condivide molte funzioni.

## Storia
La prima versione, watchOS 1, è stata pubblicata il 24 aprile 2015, insieme all'Apple Watch. Le API sono state pubblicato con il nome di WatchKit.
Durante la WWDC 2015, Apple ha presentato watchOS 2, che include molte migliorie, tra le quali il supporto per le applicazioni native di terze parti, l'aggiunta di nuovi quadranti, la nuova funzione Time Travel e la modalità Notte. La seconda versione è stata pubblicata ufficialmente il 21 settembre 2015.
La terza versione, watchOS 3, è stata pubblicata in versione beta per gli sviluppatori alla WWDC 2016 e il 13 settembre 2016 a tutti gli utenti. Essa include molte migliorie, tra cui una maggiore velocità generale del sistema, nuovi quadranti e le nuove applicazioni Borsa, Promemoria, Respirazione e Casa.

## Interfaccia grafica

### Quadranti e Complicazioni
Su watchOS sono disponibili 16 quadranti, ognuno dei quali può essere personalizzato con diverse complicazioni. Alcuni quadranti possono essere modificati in colore, numero di dettagli e funzionalità.
Cambiare un quadrante è possibile sia scorrendo a destra o a sinistra sul display sia premendo con decisione sul quadrante. Quest'ultima modalità permette di visualizzare la lista dei quadranti, modificandoli e rimuovendoli. È possibile gestire e modificare i quadranti anche attraverso l'applicazione Watch presente sull'iPhone.
Di seguito è riportata una tabella con la lista dei quadranti disponibili:
| Quadrante             | Descrizione                                                                                     | Personalizzazioni possibili                                                   |
| --------------------- | ----------------------------------------------------------------------------------------------- | ----------------------------------------------------------------------------- |
| Analogico di Attività | Visualizza i progressi di Attività assieme all'orario analogico.                                | Colore quadrante · Stile (anelli o sottoquadranti)                            |
| Digitale di Attività  | Visualizza i progressi di Attività assieme all'orario digitale.                                 | Colore quadrante · Secondi                                                    |
| Astronomia            | Visualizza la fase lunare, l'illuminazione terrestre e le posizioni dei vari pianeti.           | –                                                                             |
| Cronografo            | Include un cronografo attivabile dal quadrante.                                                 | Colore quadrante · Scala                                                      |
| Colore                | Visualizza l'ora in un quadrante analogico colorato.                                            | Colore quadrante · Monogramma                                                 |
| Topolino/Minnie       | Visualizza l'animazione di Topolino o Minnie che scandiscono il tempo con le braccia e i piedi. | Personaggio · Colore dei vestiti del personaggio                              |
| Modulare              | Visualizza l'orario digitale e la possibilità di aggiunta di più funzionalità                   | Colore                                                                        |
| Animazione            | Visualizza l'animazione di una farfalla, fiore o medusa random.                                 | Scelta tra farfalle, fiori o meduse animate                                   |
| Cifre                 | Visualizza l'orario in modo analogico in un quadrante nero su una cifra delle ore.              | Colore · Stile                                                                |
| Foto                  | Visualizza una foto scelta dall'utente.                                                         | Foto · Posizione orario                                                       |
| Album                 | Visualizza, in modalità casuale, la foto di un album scelto dall'utente.                        | Album sincronizzato · Posizione orario                                        |
| Semplice              | È possibile aggiungere le complicazioni ai 4 angoli del display.                                | Dettagli e numerazione della composizione · Colore della mano che fa il gesto |
| Solare                | Visualizza la posizione del Sole rispetto al cielo e all'orario di alba e tramonto.             | –                                                                             |
| Timelapse             | Viene visualizzato un video timelapse del paesaggio selezionato.                                | Video di Mack Lake, New York, Hong Kong, Londra, Parigi o Shanghai            |
| Funzionale            | Visualizza fino a 3 complicazioni.                                                              | Colore della seconda mano · Divisioni e numerazione della composizione        |
| Extra large           | Visualizza l'orario digitalmente, occupando tutto lo schermo.                                   | Colore                                                                        |

### Centro di Controllo e Centro notifiche
Il Centro di Controllo è stato implementato con la terza versione del sistema operativo. Per accedervi è necessario scorrere dal basso verso l'alto sul display. Esso serve per gestire velocemente alcune funzionalità del dispositivo. Queste funzionalità sono:
- Percentuale batteria, che mostra la percentuale di batteria rimanente e, se cliccato, permette di attivare la modalità Basso consumo;
- Uso in aereo, che permette di attivare o disattivare l'omonima modalità;
- Audio, che permette di attivare o disattivare i suoni sul dispositivo;
- Non disturbare, che permette di attivare o disattivare l'omonima modalità;
- Suona iPhone, che permette di far squillare il telefono associato;
- Acqua, che fa emettere allo smartwatch un suono in grado di espellere l'acqua dagli altoparlanti (tutte le versione eccetto la 1);
- AirPlay, che permette di scegliere un output per l'audio dell'Apple Watch attraverso AirPlay.

Il Centro notifiche è accessibile scorrendo dall'alto verso il basso sul display. Esso mostra le notifiche ricevute sul dispositivo. Quando sono disponibili nuove notifiche, viene mostrato un puntino rosso nella parte superiore dello schermo. È possibile eliminare una notifica scorrendo da destra verso sinistra su di essa, oppure, se si preme con decisione sul Centro Notifiche, vi è la possibilità di eliminarle tutte in una volta.

### Dock
Premendo il tasto laterale dell'Apple Watch è possibile accedere al Dock. Esso mostra le applicazioni che restano aggiornate costantemente, così si apriranno quasi istantaneamente e saranno già aggiornate. È possibile rimuovere o aggiungere applicazioni al Dock tramite il Dock stesso o l'applicazione Watch presente sull'iPhone.

### Schermata Home
La schermata Home è composta da icone circolari unite in un unico blocco, che possono essere ingrandite o rimpicciolite, grazie alla Corona Digitale. Se si tiene premuto su un'applicazione è possibile spostarla trascinandola sullo schermo. Se quest'ultima è di terze parti, apparirà anche una "X" che, se premuta, eliminerà l'applicazione dall'Apple Watch.

### Applicazioni
Su watchOS, di default, sono presenti le seguenti applicazioni:
- Allenamento, per gestire e avviare un allenamento;
- Attività, per visualizzare i traguardi di movimento giornalieri;
- Battito cardiaco, per misurare il battito cardiaco;
- Borsa, per visualizzare l'andamento in Borsa delle società scelte dall'utente;
- Calendario, per visualizzare gli eventi del calendario;
- Casa, per gestire gli elettrodomestici domotici;
- Cronometro, per avviare il cronometro;
- Foto, per visualizzare le foto sincronizzate con l'iPhone;
- Fotocamera, per gestire a distanza la fotocamera del telefono;
- Impostazioni, per gestire le impostazioni dell'orologio;
- Mail, per visualizzare le email;
- Mappe, per visualizzare le mappe o un percorso;
- Messaggi, per inviare e ricevere messaggi;
- Meteo, per visualizzare le previsioni meteo;
- Musica, per gestire la riproduzione musicale su un dispositivo;
- Ore locali, per visualizzare l'orario in più paesi;
- Promemoria, per visualizzare i promemoria impostati dall'utente;
- Podcast, per gestire e ascoltare i podcast;
- Remote, per gestire una libreria iTunes;
- Respirazione, per effettuare una sessione di respirazione;
- Sveglia, per gestire le sveglie;
- Telefono, per avviare una telefonata (sia FaceTime Audio sia no);
- Timer, per avviare un timer;
- Trova Amici, per visualizzare la posizione degli amici;
- Wallet, per utilizzare Apple Pay e gestire le carte aggiunte;
- Walkie-talkie, per conversare con i contatti aggiunti.

## Cronologia delle versioni
| watchOS    | Basato su iOS | Ultima versione | Data di pubblicazione | Data di pubblicazione |
| watchOS    | Basato su iOS | Ultima versione | Prima versione        | Ultima versione       |
| ---------- | ------------- | --------------- | --------------------- | --------------------- |
| watchOS 1  | 8             | 1.0.1           | 24 aprile 2015        | 19 maggio 2015        |
| watchOS 2  | 9             | 2.2.2           | 21 settembre 2015     | 18 luglio 2016        |
| watchOS 3  | 10            | 3.2.3           | 13 settembre 2016     | 19 luglio 2017        |
| watchOS 4  | 11            | 4.3.2           | 19 settembre 2017     | 9 luglio 2018         |
| watchOS 5  | 12            | 5.3.9           | 17 settembre 2018     | 5 novembre 2020       |
| watchOS 6  | 13            | 6.3             | 19 settembre 2019     | 14 dicembre 2020      |
| watchOS 7  | 14            | 7.6.2           | 16 settembre 2020     | 13 settembre 2021     |
| watchOS 8  | 15            | 8.8.1           | 20 settembre 2021     | 21 giugno 2023        |
| watchOS 9  | 16            | 9.6.3           | 12 settembre 2022     | 21 settembre 2023     |
| watchOS 10 | 17            | 10.6            | 18 settembre 2023     | 29 luglio 2024        |